# Nuoto al XVI Festival olimpico estivo della gioventù europea
Le competizioni di nuoto al XVI Festival olimpico estivo della gioventù europea si sono svolte dal 25 al 30 luglio 2022 a Banská Bystrica, in Slovacchia

## Podi

### Ragazzi
| Evento                        | Oro                         | Tempo    | Argento                     | Tempo    | Bronzo                            | Tempo    |
| 50m stile libero (dettagli)   | Davide Passafaro Italia     | 23.23    | Falemana Lopez Francia      | 23.32    | Mykyta Kudinov Ucraina            | 23.33    |
| 100m stile libero (dettagli)  | Nicholas Castella Danimarca | 51.13    | Lorenzo Ballarti Italia     | 51.38    | Zoltan Bagi Ungheria              | 51.42    |
| 200m stile libero (dettagli)  | Filippo Bertoni Italia      | 1:51.49  | Tolga Temiz Turchia         | 1:51.23  | Nicholas Castella Danimarca       | 1:51.49  |
| 400m stile libero (dettagli)  | Tolga Temiz Turchia         | 3:52.99  | Filippo Bertoni Italia      | 3:53.02  | Arne Schubert Germania            | 3:54.21  |
| 1500m stile libero (dettagli) | Filippo Bertoni Italia      | 15:21.31 | Emir Batur Albayrak Turchia | 15:22.28 | Hunor Kovacs-Seres Ungheria       | 15:29.36 |
| 100m dorso (dettagli)         | Nahuel Aukan Goldin Israele | 56.66    | Daniele Del Signore Italia  | 56.80    | Vincent Passek Germania           | 56.91    |
| 200m dorso (dettagli)         | Alex Kovats Ungheria        | 2:02.32  | Daniele Del Signore Italia  | 2:03.63  | Denys Mialkovskyi Ucraina         | 2:04.18  |
| 100m rana (dettagli)          | Alex Kováts Ungheria        | 2:02.32  | Daniele Del Signore Italia  | 2:03.63  | Denys Mialkovskyi Ucraina         | 2:04.18  |
| 200m rana (dettagli)          | Oscar Bilbao Regno Unito    | 2:18.82  | Emilian Hollank Germania    | 2:18.86  | Collin Van Der Hoff Paesi Bassi   | 2:19.47  |
| 100m farfalla (dettagli)      | Oscar Bilbao Template:GBR2  | 1:04.64  | Subajr Biltaev Germania     | 1:04.92  | Andrea Miron Italia               | 1:05.48  |
| 200m farfalla (dettagli)      | Mykola Kotenko Ucraina      | 2:00.24  | Alessandro Ragaini Italia   | 2:02.08  | Samuel Kostal Slovacchia          | 2:02.84  |
| 200m misti (dettagli)         | Jacopo Barbotti Italia      | 2:04.37  | Alex Kovats Ungheria        | 2:04.75  | Birnir Freyr Halfdanarson Islanda | 2:05.33  |
| 400m misti (dettagli)         | Emanuele Potenza Italia     | 4:26.22  | Alex Kováts Ungheria        | 4:29.18  | Samuel Košťál Slovacchia          | 4:29.49  |
| 4x100m stile (dettagli)       | Italia                      | 3:24.14  | Francia                     | 3:26.36  | Serbia                            | 3:28.38  |
| 4x100m mista (dettagli)       | Regno Unito                 | 3:49.42  | Francia                     | 3:48.37  | Italia                            | 3:49.42  |

### Ragazze
| Evento                       | Oro                         | Tempo   | Argento                            | Tempo   | Bronzo                           | Tempo   |
| 50m stile libero (dettagli)  | Jana Pavalić Croazia        | 25.61   | Skye Carter Regno Unito            | 25.94   | Smiltė Plytnykaitė Lituania      | 26.06   |
| 100m stile libero (dettagli) | Smilte Plytnykaite Lituania | 55.94   | Jana Pavalic Croazia               | 56.33   | Skye Carter Regno Unito          | 56.66   |
| 200m stile libero (dettagli) | Lucijana Luksic Croazia     | 2:01.95 | Sylvia Statkevicius Lituania       | 2:03.65 | Julia Ackermann Germania         | 2:03.69 |
| 400m stile libero (dettagli) | Julia Ackermann Germania    | 4:18.54 | Valentina Procaccini Italia        | 4:20.03 | Irman Avdic Bosnia ed Erzegovina | 4:20.04 |
| 800m stile libero (dettagli) | Julia Ackermann Germania    | 8:48.51 | Talya Erdogan Turchia              | 8:57.45 | Antonia Rakopoulou Grecia        | 8:58.07 |
| 100m dorso (dettagli)        | Nahia Garrido Spagna        | 1:02.27 | Aissia Prisecariu Romania          | 1:02.70 | Blythe Kinsman Regno Unito       | 1:03.38 |
| 200m dorso (dettagli)        | Nahia Garrido Malvar Spagna | 2:15.01 | Alessia Claudia Prisecariu Romania | 2:15.95 | Dora Szabo Ungheria              | 2:16.37 |
| 100m rana (dettagli)         | Nayara Pineda Spagna        | 1:10.91 | Lucia Principi Italia              | 1:11.43 | Havana Cueto Cabrera Svizzera    | 1:11.50 |
| 200m rana (dettagli)         | Lucia Principi Italia       | 2:30.66 | Nija Gerdej Slovenia               | 2:31.90 | Lena Ludwig Germania             | 2:33.38 |
| 100m farfalla (dettagli)     | Alice Dimaggio Italia       | 1:00.84 | Emmy Haellkvist Svezia             | 1.01.15 | Martine Damborg Danimarca        | 1:01.26 |
| 200m farfalla (dettagli)     | Alice Dimaggio Italia       | 2:12.80 | Belis Sakar Turchia                | 2:15.71 | Angyal Virag Zambo Ungheria      | 2:17.20 |
| 200m misti (dettagli)        | Phoebe Cooper Regno Unito   | 2:18.27 | Belis Şakar Turchia                | 2:19.12 | Noelle Benkler Germania          | 2:19.14 |
| 400m misti (dettagli)        | Tamara Elekes Ungheria      | 4:52.69 | Martine Damborg Danimarca          | 4:54.82 | Noelle Benkler Germania          | 4:54.94 |
| 4x100m stile (dettagli)      | Lituania                    | 3:51.59 | Regno Unito                        | 3:51.90 | Germania                         | 3:52.55 |
| 4x100m mista (dettagli)      | Italia                      | 4:13.90 | Spagna                             | 4:14.76 | Romania                          | 4:14.81 |

### Misto
| Evento                  | Oro      | Tempo   | Argento  | Tempo   | Bronzo      | Tempo   |
| 4x100m stile (dettagli) | Italia   | 3:37.70 | Lituania | 3:38.30 | Germania    | 3:38.44 |
| 4x100m mista (dettagli) | Germania | 4:00.45 | Romania  | 4:00.72 | Regno Unito | 4:00.88 |

## Medagliere
| Posiz. | Nazione              | Oro | Argento | Bronzo | Totale |
| ------ | -------------------- | --- | ------- | ------ | ------ |
| 1      | Italia               | 8   | 6       | 0      | 14     |
| 2      | Lituania             | 2   | 2       | 0      | 4      |
| 3      | Ungheria             | 2   | 1       | 4      | 7      |
| 4      | Turchia              | 1   | 2       | 0      | 3      |
| 5      | Germania             | 1   | 1       | 7      | 9      |
| 6      | Regno Unito          | 1   | 1       | 2      | 4      |
| 7      | Danimarca            | 1   | 1       | 1      | 3      |
| 8      | Croazia              | 1   | 1       | 0      | 2      |
| 9      | Ucraina              | 1   | 0       | 2      | 3      |
| 10     | Spagna               | 1   | 0       | 0      | 1      |
| 10     | Regno Unito          | 1   | 0       | 0      | 1      |
| 10     | Israele              | 1   | 0       | 0      | 1      |
| 12     | Francia              | 0   | 2       | 0      | 2      |
| 12     | Romania              | 0   | 2       | 0      | 2      |
| 14     | Slovenia             | 0   | 1       | 0      | 1      |
| 14     | Svezia               | 0   | 1       | 0      | 1      |
| 16     | Bosnia ed Erzegovina | 0   | 0       | 1      | 1      |
| 16     | Islanda              | 0   | 0       | 1      | 1      |
| 16     | Paesi Bassi          | 0   | 0       | 1      | 1      |
| 16     | Serbia               | 0   | 0       | 1      | 1      |
| 16     | Slovacchia           | 0   | 0       | 1      | 1      |
| Totale | Totale               | 21  | 21      | 21     | 63     |